# Maria Selbing
Anna Maria Selbing, född 26 september 1950 i Nybro, Kalmar län, är en svensk skådespelare, dotter till John Selbing och Carola Selbing född Roséen.

## Biografi
Selbing utbildade sig vid Statens scenskola i Malmö 1977-1980 och debuterade 1977 i rollen som Fanny i Lars Lennart Forsbergs långfilm Måndagarna med Fanny. Hon har därefter endast sporadiskt medverkat på film.
Utöver filmen har Selbing också spelat teater på Teater Västernorrland, Backa Teater, Teater Västmanland och Riksteatern. På den sistnämnda har hon medverkat i uppsättningar av Stina Aronsons Syskonbädd, Bön för Tjernobyl, Häxjakten, Edit – Tummelisas mamma, Bli min diamant, Blåvingar, Molières Misantropen (2013), Harold Pinters Älskaren (2014), Georg Orwells 1984 (2015) och Moira Buffinis Middag (2015).

## Filmografi
- 1977 – Måndagarna med Fanny
- 1986 – Anne-Marie alkoholist?
- 1991 – T. Sventon och fallet Isabella (röst)
- 2006 – Final Curtain Call (kortfilm)
- 2009 – Behandlingen
- 2010 – Yoghurt (kortfilm)
- 2012 – Liv, lust & längtan (kortfilm)
- 2017 – Rebecka Martinsson (TV-serie)

## Teater

### Roller (ej komplett)
| År   | Roll              | Produktion                                                             | Regi             | Teater                      |
| ---- | ----------------- | ---------------------------------------------------------------------- | ---------------- | --------------------------- |
| 1990 |                   | Romeo och Juliet (The Tragedy of Romeo and Juliet) William Shakespeare | Finn Poulsen     | Unga Riks                   |
| 2003 |                   | Populärmusik från Vittula Mikael Niemi                                 | Magnus Bergquist | Teater Västmanland          |
| 2008 | Fru Strand        | Syskonbädd Stina Aronson                                               | Jenny Andreasson | Riksteatern                 |
| 2011 | Mary Cavan Tyrone | Lång dags färd mot natt (Long Day's Journey into Night) Eugene O'Neill | Maria Löfgren    | Riksteatern                 |
| 2015 | Charrington       | 1984 George Orwell                                                     | Sara Giese       | Riksteatern/ Östgötateatern |

### Fotnoter
1. 1 2  ”Maria Selbing”. Svensk Filmdatabas. http://sfi.se/sv/svensk-filmdatabas/Item/?type=PERSON&itemid=71490. Läst 2 februari 2013.
2. 1 2  ”Maria Selbing”. Riksteatern. Arkiverad från originalet den 21 oktober 2016. https://web.archive.org/web/20161021001748/http://riksipedia.riksteatern.se/index.php/Maria_Selbing. Läst 20 oktober 2016.
3. ↑  Lars-Olof Franzén (3 oktober 1990). ”Klassisk lek utan erotik: Unga Riks 'Romeo och Juliet' ger en lektion i scenisk fyndighet”. Dagens Nyheter:  s. 24. https://arkivet.dn.se/tidning/1990-10-03/268/24. Läst 23 januari 2022.
4. ↑  Ingegärd Waaranperä (19 december 2003). ”Råa skrönor bleknar på scen. Tornedalsfinskan berättas på slätstruken rikssvenska - och skånska”. Dagens Nyheter. https://www.dn.se/arkiv/kultur/raa-skronor-bleknar-pa-scen-tornedalsfinskan-berattas-pa-slatstruken-rikssvenska-och-skanska/. Läst 1 december 2024.
5. ↑  Ingegärd Waaranperä (9 mars 2011). ”'Lång dags färd mot natt' på Riksteatern, Stockholm”. Dagens Nyheter. https://www.dn.se/kultur-noje/scenrecensioner/lang-dags-fard-mot-natt-pa-riksteatern-stockholm/. Läst 1 april 2018.